# Comté de Turner (Dakota du Sud)
Pour les articles homonymes, voir Comté de Turner et Turner.
Le comté de Turner est un comté situé dans l'État du Dakota du Sud, aux États-Unis. En 2010, sa population est de 8 347 habitants. Son siège est Parker.

## Histoire
Créé en 1871, le comté est nommé en l'honneur de John W. Turner, un pionnier du comté membre de la législture du territoire du Dakota.

## Villes du comté
- Cities :
  - Centerville
  - Hurley
  - Irene (en partie)
  - Marion
  - Parker
  - Viborg
- Towns :
  - Chancellor
  - Davis
  - Dolton
  - Monroe

## Démographie
Selon l'American Community Survey, en 2010, 97,46 % de la population âgée de plus de 5 ans déclare parler l'anglais à la maison, 1,61 % l'allemand et 0,93 % une autre langue.
| 1880  | 1890   | 1900   | 1910   | 1920   | 1930   |
| ----- | ------ | ------ | ------ | ------ | ------ |
| 5 320 | 10 256 | 13 175 | 13 840 | 14 871 | 14 891 |

| 1940   | 1950   | 1960   | 1970  | 1980  | 1990  |
| ------ | ------ | ------ | ----- | ----- | ----- |
| 13 270 | 12 100 | 11 159 | 9 872 | 9 255 | 8 576 |

| 2000  | 2010  | - | - | - | - |
| ----- | ----- | - | - | - | - |
| 8 849 | 8 347 | - | - | - | - |